# M40 (astronomia)
M40 (nota anche come Winnecke 4 o WNC 4) è una stella doppia ottica nella costellazione dell'Orsa maggiore.
Fu scoperta da Charles Messier nel 1764 mentre cercava una nebulosa che Hevelius riteneva trovarsi in quell'area. Non riuscendo a trovarla, Messier catalogò invece questa stella doppia descrivendola così "Due stelle molto vicine l'una all'altra, e molto piccole, poste alla base della coda della Grande Orsa... È mentre cercava la nebulosa ...riportata nel libro "La figure des Astres", che doveva avere, nel 1660, ascensione retta 183° 32' 41" e declinazione +60° 20' 33", e che M. Messier non è riuscito ad osservare, che egli stesso ha osservato queste due stelle."
Nel 1863 fu confermata da Winnecke. La denominazione "Winnecke n" deriva da un catalogo di stelle doppie, alcune note e alcune di nuova scoperta, approntato proprio da Winnecke nel 1869.
Nel 1991 la distanza tra le due componenti era 51,7″ e mostrava un aumento rispetto alla misurazione di Messier. Il consenso generale è che si tratti di una stella doppia ottica, piuttosto che un sistema fisicamente connesso (stella binaria).
Lo spettro della stella principale è G0.
Assumendo che primaria sia una stella della sequenza principale, essa dovrebbe essere più o meno luminosa quanto il Sole, il che permetterebbe, dalla magnitudine, di fare una stima della sua distanza, che potrebbe essere di circa 300 anni luce.